# Mihai Bălașa
Mihai Alexandru Bălașa (Târgoviște, 14 gennaio 1995) è un calciatore rumeno, difensore del Farul Costanza.

## Caratteristiche tecniche
Difensore centrale di piede destro, può ricoprire anche il ruolo di terzino destro e sinistro, oltre che il ruolo di mediano davanti alla difesa.

## Carriera

### Club

#### Gli inizi in Romania
Inizia a giocare nelle giovanili del Viitorul Costanza, squadra con la quale debutta nel campionato rumeno il 20 agosto 2012 nella sconfitta per 1 a 0 per mano del Gaz Metan Mediaș. Il 24 maggio 2013 segna la sua prima rete tra i professionisti nella vittoria per 3 a 2 contro la Dinamo Bucarest. A fine stagione totalizza 23 presenze e 1 rete.

#### Roma e il prestito al Crotone
Il 2 agosto 2013 passa a titolo definitivo alla Roma. Con i giallorossi disputa l'intera stagione nella squadra primavera, riuscendo a raccogliere qualche convocazione in prima squadra. 
Dopo aver svolto il ritiro estivo con la prima squadra, il 22 agosto 2014 passa in prestito secco al Crotone. Il 30 agosto 2014, fa il suo debutto con i rossoblù nella sconfitta casalinga subita contro la Ternana. Conclude la stagione totalizzando 24 presenze in campionato. Il 9 luglio 2015 Roma e Crotone si accordano per prolungare il prestito per un'altra stagione. Il 17 ottobre 2015 segna contro il Livorno la sua prima rete italiana, match terminato per 3 a 0 per i calabresi.

#### Il prestito al Trapani e il passaggio alla Steaua Bucarest
Nella stagione 2016-2017 va in prestito al Trapani Calcio, ma a gennaio 2017 dopo 10 presenze complessive rientra a Roma per poi esser ceduto a titolo definitivo alla Steaua București.

### Nazionale

#### Nazionali giovanili
Fa il suo debutto con la nazionale under 17 rumena nel 2011. Mentre il 7 giugno 2013 debutta con la nazionale under 21 contro i pari età delle Fær Øer, gara vinta dai rumeni per 2 a 0. Il 13 agosto 2014 segna la sua prima rete con la nazionale under 21 contro l'Italia, rete decisiva per il 2 a 1 a favore della Romania.

#### Nazionale maggiore
Ha esordito con la nazionale maggiore l'8 ottobre 2017, nella partita di qualificazione al Mondiale 2018 pareggiata per 1-1 contro la Danimarca.

## Statistiche

### Presenze e reti nei club
Statistiche aggiornate al 24 maggio 2023.
| Stagione                     | Squadra                      | Campionato                   | Campionato | Campionato | Coppe nazionali | Coppe nazionali | Coppe nazionali | Coppe continentali | Coppe continentali | Coppe continentali | Altre coppe | Altre coppe | Altre coppe | Totale | Totale |
| Stagione                     | Squadra                      | Comp                         | Pres       | Reti       | Comp            | Pres            | Reti            | Comp               | Pres               | Reti               | Comp        | Pres        | Reti        | Pres   | Reti   |
| ---------------------------- | ---------------------------- | ---------------------------- | ---------- | ---------- | --------------- | --------------- | --------------- | ------------------ | ------------------ | ------------------ | ----------- | ----------- | ----------- | ------ | ------ |
| 2012-2013                    | Viitorul Costanza            | L1                           | 22         | 1          | CR              | 1               | 0               | -                  | -                  | -                  | -           | -           | -           | 23     | 1      |
| lug. 2013                    | Viitorul Costanza            | L1                           | 1          | 0          | CR              | -               | -               | -                  | -                  | -                  | -           | -           | -           | 1      | 0      |
| Totale Viitorul Costanza     | Totale Viitorul Costanza     | Totale Viitorul Costanza     | 23         | 1          |                 | 1               | 0               |                    | -                  | -                  |             | -           | -           | 24     | 1      |
| 2013-2014                    | Roma                         | A                            | 0          | 0          | CI              | 0               | 0               | -                  | -                  | -                  | -           | -           | -           | 0      | 0      |
| 2014-2015                    | Crotone                      | B                            | 24         | 0          | CI              | 0               | 0               | -                  | -                  | -                  | -           | -           | -           | 24     | 0      |
| 2015-2016                    | Crotone                      | B                            | 29         | 2          | CI              | 2               | 0               | -                  | -                  | -                  | -           | -           | -           | 31     | 2      |
| Totale Crotone               | Totale Crotone               | Totale Crotone               | 53         | 2          |                 | 2               | 0               |                    | -                  | -                  |             | -           | -           | 55     | 2      |
| 2016-gen. 2017               | Trapani                      | B                            | 8          | 0          | CI              | 2               | 0               | -                  | -                  | -                  | -           | -           | -           | 10     | 0      |
| gen.-giu. 2017               | Steaua Bucarest              | L1                           | 14         | 0          | CR+Cdl          | 0+1             | 0               | UCL+UEL            | -                  | -                  | -           | -           | -           | 15     | 0      |
| 2017-2018                    | FCSB                         | L1                           | 23         | 0          | CR              | 1               | 0               | UCL+UEL            | 2+7                | 1+0                | -           | -           | -           | 33     | 1      |
| 2018-2019                    | FCSB                         | L1                           | 20         | 0          | CR              | 0               | 0               | UEL                | 5                  | 0                  | -           | -           | -           | 25     | 0      |
| lug.-ago. 2019               | FCSB                         | L1                           | 4          | 0          | CR              | -               | -               | UEL                | 1                  | 0                  | -           | -           | -           | 5      | 0      |
| Totale FCSB                  | Totale FCSB                  | Totale FCSB                  | 47         | 0          |                 | 1               | 0               |                    | 15                 | 1                  |             | -           | -           | 63     | 1      |
| ago. 2019-2020               | FCU Craiova                  | L1                           | 22         | 3          | CR              | 1               | 0               | UEL                | -                  | -                  | -           | -           | -           | 23     | 3      |
| 2020-2021                    | FCU Craiova                  | L1                           | 27         | 0          | CR              | 5               | 1               | UEL                | 0                  | 0                  | -           | -           | -           | 32     | 1      |
| 2021-gen. 2022               | FCU Craiova                  | L1                           | 8          | 0          | CR              | 2               | 1               | UECL               | 1                  | 0                  | SR          | 1           | 0           | 12     | 1      |
| Totale Universitatea Craiova | Totale Universitatea Craiova | Totale Universitatea Craiova | 57         | 3          |                 | 8               | 2               |                    | 1                  | 0                  |             | 1           | 0           | 67     | 5      |
| gen.-giu. 2022               | Sepsi                        | L1                           | 6          | 1          | CR              | 3               | 0               | UECL               | -                  | -                  | -           | -           | -           | 9      | 1      |
| 2022-2023                    | Sepsi                        | L1                           | 22         | 1          | CR              | 4               | 1               | UECL               | 3                  | 0                  | SR          | 1           | 0           | 30     | 2      |
| Totale Sepsi                 | Totale Sepsi                 | Totale Sepsi                 | 28         | 2          |                 | 7               | 1               |                    | 3                  | 0                  |             | 1           | 0           | 39     | 3      |
| Totale carriera              | Totale carriera              | Totale carriera              | 230        | 8          |                 | 22              | 3               |                    | 19                 | 1                  |             | 2           | 0           | 253    | 12     |

### Cronologia presenze e reti in nazionale

#### Nazionale maggiore
| Cronologia completa delle presenze e delle reti in nazionale ― Romania | Cronologia completa delle presenze e delle reti in nazionale ― Romania | Cronologia completa delle presenze e delle reti in nazionale ― Romania | Cronologia completa delle presenze e delle reti in nazionale ― Romania | Cronologia completa delle presenze e delle reti in nazionale ― Romania | Cronologia completa delle presenze e delle reti in nazionale ― Romania | Cronologia completa delle presenze e delle reti in nazionale ― Romania | Cronologia completa delle presenze e delle reti in nazionale ― Romania |
| Data                                                                   | Città                                                                  | In casa                                                                | Risultato                                                              | Ospiti                                                                 | Competizione                                                           | Reti                                                                   | Note                                                                   |
| ---------------------------------------------------------------------- | ---------------------------------------------------------------------- | ---------------------------------------------------------------------- | ---------------------------------------------------------------------- | ---------------------------------------------------------------------- | ---------------------------------------------------------------------- | ---------------------------------------------------------------------- | ---------------------------------------------------------------------- |
| 8-10-2017                                                              | Copenaghen                                                             | Danimarca                                                              | 1 – 1                                                                  | Romania                                                                | Qual. Mondiali 2018                                                    | -                                                                      |                                                                        |
| 9-11-2017                                                              | Cluj-Napoca                                                            | Romania                                                                | 2 – 0                                                                  | Turchia                                                                | Amichevole                                                             | -                                                                      | 75’                                                                    |
| 31-5-2018                                                              | Graz                                                                   | Romania                                                                | 3 – 2                                                                  | Cile                                                                   | Amichevole                                                             | -                                                                      | 60’                                                                    |
| 5-6-2018                                                               | Ploiești                                                               | Romania                                                                | 2 – 0                                                                  | Finlandia                                                              | Amichevole                                                             | -                                                                      | 78’                                                                    |
| 7-9-2018                                                               | Ploiești                                                               | Romania                                                                | 0 – 0                                                                  | Montenegro                                                             | UEFA Nations League 2018-2019 - 1º turno                               | -                                                                      | 31’                                                                    |
| 10-9-2018                                                              | Belgrado                                                               | Serbia                                                                 | 2 – 2                                                                  | Romania                                                                | UEFA Nations League 2018-2019 - 1º turno                               | -                                                                      |                                                                        |
| 8-10-2020                                                              | Reykjavík                                                              | Islanda                                                                | 2 – 1                                                                  | Romania                                                                | Qual. Euro 2020                                                        | -                                                                      |                                                                        |
| 14-10-2020                                                             | Ploiești                                                               | Romania                                                                | 0 – 1                                                                  | Austria                                                                | UEFA Nations League 2020-2021 - 1º turno                               | -                                                                      | cap.                                                                   |
| Totale                                                                 |                                                                        | Presenze                                                               | 8                                                                      |                                                                        | Reti                                                                   | 0                                                                      |                                                                        |

#### Nazionale Under-21
| Cronologia completa delle presenze e delle reti in nazionale ― Romania under 21 | Cronologia completa delle presenze e delle reti in nazionale ― Romania under 21 | Cronologia completa delle presenze e delle reti in nazionale ― Romania under 21 | Cronologia completa delle presenze e delle reti in nazionale ― Romania under 21 | Cronologia completa delle presenze e delle reti in nazionale ― Romania under 21 | Cronologia completa delle presenze e delle reti in nazionale ― Romania under 21 | Cronologia completa delle presenze e delle reti in nazionale ― Romania under 21 | Cronologia completa delle presenze e delle reti in nazionale ― Romania under 21 |
| Data                                                                            | Città                                                                           | In casa                                                                         | Risultato                                                                       | Ospiti                                                                          | Competizione                                                                    | Reti                                                                            | Note                                                                            |
| ------------------------------------------------------------------------------- | ------------------------------------------------------------------------------- | ------------------------------------------------------------------------------- | ------------------------------------------------------------------------------- | ------------------------------------------------------------------------------- | ------------------------------------------------------------------------------- | ------------------------------------------------------------------------------- | ------------------------------------------------------------------------------- |
| 7-6-2013                                                                        | Toftir                                                                          | Fær Øer under 21                                                                | 0 – 2                                                                           | Romania under 21                                                                | Qual. Europeo Under-21 2015                                                     | -                                                                               | 45’                                                                             |
| 19-11-2013                                                                      | Giurgiu                                                                         | Romania under 21                                                                | 2 – 2                                                                           | Germania under 21                                                               | Qual. Europeo Under-21 2015                                                     | -                                                                               | 56’                                                                             |
| 5-3-2014                                                                        | Giurgiu                                                                         | Romania under 21                                                                | 3 – 1                                                                           | Fær Øer under 21                                                                | Qual. Europeo Under-21 2015                                                     | -                                                                               | 65’                                                                             |
| 13-8-2014                                                                       | Ploiești                                                                        | Romania under 21                                                                | 2 – 1                                                                           | Italia under 21                                                                 | Amichevole                                                                      | 1                                                                               | 67’                                                                             |
| 4-9-2014                                                                        | Bucarest                                                                        | Romania under 21                                                                | 4 – 3                                                                           | Montenegro under 21                                                             | Qual. Europeo Under-21 2015                                                     | -                                                                               |                                                                                 |
| 9-9-2014                                                                        | Magdeburgo                                                                      | Germania under 21                                                               | 8 – 0                                                                           | Romania under 21                                                                | Qual. Europeo Under-21 2015                                                     | -                                                                               |                                                                                 |
| 8-10-2014                                                                       | Buzău                                                                           | Romania under 21                                                                | 3 – 1                                                                           | Albania under 21                                                                | Amichevole                                                                      | -                                                                               | cap.                                                                            |
| 13-10-2014                                                                      | Skopje                                                                          | Macedonia under 21                                                              | 2 – 1                                                                           | Romania under 21                                                                | Amichevole                                                                      | 1                                                                               | cap.                                                                            |
| 4-9-2015                                                                        | Târgu Mureș                                                                     | Romania under 21                                                                | 0 – 2                                                                           | Bulgaria under 21                                                               | Qual. Europeo Under-21 2017                                                     | -                                                                               |                                                                                 |
| Totale                                                                          |                                                                                 | Presenze                                                                        | 9                                                                               |                                                                                 | Reti                                                                            | 2                                                                               |                                                                                 |

## Palmarès

### Club

#### Competizioni nazionali
- Coppa di Romania: 3

U Craiova: 2020-2021
Sepsi: 2021-2022, 2022-2023
- Supercoppa di Romania: 3

U Craiova: 2021
Sepsi: 2022, 2023